# Circonflesso
Il circonflesso o accento circonflesso (^ oppure ˆ) è un segno diacritico utilizzato in varie lingue. Graficamente consiste in un "tettuccio" posto in cima alla lettera (nel caso della «i» prende il posto del puntino). In italiano è usato sempre più raramente (per es. principio al plurale è scritto principî, principii, o  princìpi), al contrario della lingua francese dov'è ancora d'uso comune.

## Il circonflesso nella lingua italiana
Nell'italiano di tutti i giorni, salvi i casi di distinzione di parole omografe, il circonflesso è utilizzato sempre più raramente, mentre viene ancora utilizzato in ambiti letterari o specialistici (es. diritto), caratterizzati da un linguaggio più preciso. In ambiti redazionali è addirittura sconsigliato, probabilmente per evitare complicazioni in fase di composizione e trascrizione del testo; al contrario, se utilizzato con moderazione e secondo le regole a esso proprie, è indice di maggiore raffinatezza espressiva e padronanza della lingua italiana.
Nel linguaggio matematico, il circonflesso è utilizzato per evidenziare particolari proprietà di una variabile: il simbolo {\displaystyle {\hat {x}}} è pronunciato "x-cappello".

### Ieri
Anticamente il circonflesso poteva essere posto su qualsiasi vocale (⟨â⟩, ⟨ê⟩, ⟨î⟩, ⟨ô⟩, ⟨û⟩) e contrassegnava le forme contratte, tipiche del linguaggio poetico, dovute alla sincope (o apocope) di una sillaba per ragioni di metrica: fûro (furono), fêro (fecero), amâro (amarono), tôrre (togliere), côrre (cogliere), finîro (finirono).

### Oggi
Nell'italiano contemporaneo il circonflesso può comparire in due casi. Il circonflesso può essere usato per distinguere lemmi che sono sia omografi sia omofoni, marcando il membro più raro della coppia; per esempio, nella parola «vôlta», da intendersi come elemento architettonico, in opposizione al senso più comune di «volta», intesa come «momento, avvicendamento».
Un secondo caso d'uso è quello del plurale di sostantivi e aggettivi terminanti in -io, purché la 'i' non sia tonica. Ne è un esempio serio → serî, dalla contrazione della doppia i del plurale latineggiante serii, oggi non più pronunciato, in alternativa del più comune seri; o, uso veramente eccezionale e antiquato, di alcuni verbi in -iare alla 2ª persona dell'indicativo presente (es. odiare → [tu] odî - contrazione della doppia i del latineggiante [tu] odii - al posto del comune odi, eventualmente confondibile con l'omologa del verbo udire → [tu] odi).
È invece impensabile il circonflesso sui plurali femminili atoni in -ee (es. fulminea → fulminee e non *fulminê), e sui plurali tonici di qualunque genere (es. calpestio → calpestii e non *calpestî; ninfea → ninfee e non *ninfê).
L'applicazione del circonflesso non sottostà a regole ben precise, ma ci si dovrebbe rifare all'etimo o alla tradizione letteraria; tuttavia, è possibile seguire le seguenti regole empiriche:

#### Terminazione-iopreceduta da una consonante
1) Il circonflesso può essere segnato se la terminazione -io è preceduta da una singola consonante:
| singolare   | plurale    | IPA          |
| ----------- | ---------- | ------------ |
| salario     | salarî     | sa'la:ri     |
| preludio    | preludî    | pre'lu:di    |
| encomio     | encomî     | eŋ'kɔ:mi     |
| savio       | savî       | 'sa:vi       |
| principio   | principî   | prin'ʧi:pi   |
| ozio        | ozî        | 'ɔttsi       |
| olio        | olî        | 'ɔ:li        |
| simposio    | simposî    | sim'pɔ:zi    |
| microbio    | microbî    | mi'krɔ:bi    |
| demonio     | demonî     | de'mɔ:ni     |
| brefotrofio | brefotrofî | brefo'trɔ:fi |
| monopolio   | monopolî   | mono'pɔ:li   |
| emistichio  | emistichî  | emis'ti:ki   |

Se però questa consonante è una gl, sc, c dolce o g dolce (ossia [ʎ], [ʃ], [ʧ] e [ʤ]), il circonflesso non deve essere utilizzato in quanto, nel singolare, la ⟨i⟩ che segue queste consonanti ha un valore puramente ortografico (indica rispettivamente la pronuncia palatale o dolce).
| singolare | plurale  | IPA       |
| --------- | -------- | --------- |
| foglio    | fogli    | 'fɔʎʎi    |
| imbroglio | imbrogli | im'brɔʎʎi |
| orologio  | orologi  | oro'lɔ:ʤi |
| liscio    | lisci    | 'liʃʃi    |
| bacio     | baci     | 'ba:ʧi    |

#### Terminazione-iopreceduta da più consonanti
2) Il circonflesso non va segnato se la terminazione -io è preceduta da più consonanti, uguali o diverse: 
| singolare | plurale | IPA      |
| --------- | ------- | -------- |
| scoppio   | scoppi  | 'skɔppi  |
| appoggio  | appoggi | ap'pɔdʤi |
| occhio    | occhi   | 'ɔkki    |
| ghiaccio  | ghiacci | 'gjattʃi |
| scempio   | scempi  | 'ʃempi   |
| cambio    | cambi   | 'kambi   |
| gonfio    | gonfi   | 'goɱfi   |
| muschio   | muschi  | 'muski   |

Fanno eccezione il plurale di ovvio (anche ovvî), di spèrmio (spermî), di grèmbio (grembî) e delle parole terminanti in -ennio (biennio → biennî)
Può essere invece utilizzato in presenza dell'unione tra una consonante liquida (l, r) e una occlusiva (t, d, p, b, c dura, g dura):
| singolare | plurale  | IPA        |
| --------- | -------- | ---------- |
| patrio    | patrî    | 'pa:tri    |
| proprio   | proprî   | 'prɔ:pri   |
| sinedrio  | sinedrî  | si'nɛ:dri  |
| obbrobrio | obbrobrî | ob'brɔ:bri |
| primordio | primordî | pri'mɔrdi  |
| caparbio  | caparbî  | ka'parbi   |

#### Terminazione-iopreceduta da vocale
In questo caso il circonflesso non è ammesso, perché la ⟨i⟩ della radice ha valore semiconsonantico e quindi "assorbe" la ⟨i⟩ del plurale, a differenza del caso di due i uguali.
| singolare | plurale | IPA     |
| --------- | ------- | ------- |
| vivaio    | vivai   | vi'vaj  |
| vassoio   | vassoi  | vas'soj |

## Altre lingue

### Greco antico
Il circonflesso ~, nel greco antico, può comparire soltanto su un dittongo o una vocale lunga, e soltanto sull'ultima o penultima sillaba di un vocabolo.  Se il circonflesso compare sulla penultima sillaba, la vocale nell'ultima sillaba, per la regola del così detto trocheo finale, deve essere breve, ma la sillaba può comunque risultare lunga per posizione (se finisce per consonante). In base alla posizione di questo accento, una parola è detta perispomena (se l'accento cade sull'ultima sillaba) o properispomena (se cade sulla penultima).

### Francese
In francese il circonflesso può comparire su tutte le vocali e indica un originario allungamento della vocale stessa, oggi quasi impercettibile o addirittura scomparso nella pronuncia: per questo motivo il circonflesso è oggi quasi totalmente superfluo per la lettura del francese moderno.
Nella maggior parte dei casi, il circonflesso si trova in caso di perdita di una successiva ⟨s⟩ preconsonantica etimologica, che nel cadere ha provocato il lieve allungamento della vocale precedente, sia se atona che tonica:
| latino    | francese antico | francese antico | francese moderno | francese moderno |
| --------- | --------------- | --------------- | ---------------- | ---------------- |
| castellum | chastel         | chasteau        | château          | château          |
| fenestra  | fenestre        | fenestre        | fenêtre          | fenêtre          |
| insula    | isle            | isle            | île              | ile              |
| costa     | coste           | coste           | côte             | côte             |
| crusta    | crouste         | crouste         | croûte           | croute           |

Può apparire curioso il fatto che molte parole della lingua inglese, pur essendo derivate dal francese, non hanno perso la ⟨s⟩, ma si spiega col fatto che la lingua francese fu importata in Inghilterra all'epoca della battaglia di Hastings (1066), ossia prima che sul continente il suono /s/ iniziasse a scomparire davanti a consonante, tramutandosi in un allungamento compensatorio della vocale precedente. Fino al XVIII secolo la ⟨s⟩ muta veniva ancora riportata nella grafia, ma fu rimpiazzata dal circonflesso introdotto nel 1740 dall'Académie française; nello stesso periodo, peraltro, la vocale lunga nella pronuncia, già impercettibile nel caso atono, cominciò ad accorciarsi anche nel caso tonico, fino a divenire indistinguibile dalla corrispondente vocale brevi.
In altri casi più rari, l'allungamento della vocale indicato col circonflesso non era legato alla caduta di una ⟨s⟩ preconsonantica, ma di un'altra consonante interposta fra due vocali uguali, che per effetto della caduta si trovavano accoppiate e si tramutavano in un'unica vocale lunga.
A seguito di una riforma ortografica del 1990, a partire da settembre 2016 l'accento circonflesso non è più obbligatorio per 2.400 parole che lo prevedevano (come disparaître, che può essere scritto come disparaitre).

### Portoghese
In portoghese ⟨â⟩ /ɐ/, ⟨ê⟩ /e/ e ⟨ô⟩ /o/ rappresentano vocali più chiuse di quando vengono segnate con accento acuto (pronunciate rispettivamente /a/, /ɛ/ e /ɔ/).

### Romeno
In romeno l'accento circonflesso (posto solamente sulle lettere ⟨a⟩ e ⟨i⟩) indica due vere e proprie lettere dell'alfabeto a sé stanti (⟨â⟩ ed ⟨î⟩); entrambe le lettere possiedono lo stesso suono /ɨ/. L'unica differenza tra le due lettere è l'uso all'interno di una parola: la ⟨î⟩ è usata solo a inizio o fine di parola, la ⟨â⟩ all'interno.

### Slovacco
In slovacco l'accento circonflesso (vokáň) sulla ⟨ô⟩ indica un dittongo /ʊɔ/.
Si trova nelle parole bôl ('dolore' poeticamente), kôl ('paletto', per lo più di legno), gulôčka ('palla piccola'), môcť ('poter'), vôbec ('affatto'), vôdzka ('cinghia' o 'catena', per cui gli animali sono condotti), vôkol ('in giro'), vôl ('bue') e vôňa ('odore'). Anche in dialetto della Slovacchia centrale invece che -e finale degli aggettivi, per esempio hriatô (hriate in lingua letteraria slovacca) o tradičnô (tradičné in lingua letteraria slovacca, italiano 'tradizionale').

### Gallese
In gallese è usato per allungare le vocali: ⟨Â⟩ ⟨â⟩, ⟨Ê⟩ ⟨ê⟩, ⟨Î⟩ ⟨î⟩, ⟨Ô⟩ ⟨ô⟩, ⟨Û⟩ ⟨û⟩, ⟨Ŵ⟩ ⟨ŵ⟩, ⟨Ŷ⟩ ⟨ŷ⟩

### Friulano
In friulano è utilizzato per indicare una vocale etimologicamente lunga e tonica, e con questa funzione si può trovare applicato a qualsiasi vocale. Il suo utilizzo nell'ortografia ufficiale è obbligatorio solo in alcuni casi (come nella coniugazione di alcuni tempi verbali). Da precisare che solo in alcune varietà del friulano queste vocali vengono pronunciate effettivamente lunghe (ad es. amôr = amòor), mentre in altre varietà certe o tutte le vocali toniche lunghe sono considerate tali solo in senso etimologico e vengono piuttosto pronunciate come dittonghi (ad es. amôr = amòur, oppure nêf = nèif) o come le corrispondenti vocali toniche brevi (ad es. amôr = amòr).

### Veneto
In veneto è utilizzato per indicare una vocale foneticamente lunga; diversamente dall'italiano, in veneto una vocale lunga non è obbligatoriamente tonica (neanche in caso di accento secondario; in realtà il veneto non è per le vocali lunghe (escluso il dialetto trevigiano stretto), ma sono lunghe le vocali palatali (/e/, /ɛ/ e /i/) confinanti con ɰ, nel caso si scelga di non pronunciare quest'ultimo fonema.

### Ligure
In ligure, come ad esempio nel dialetto alassino, dove è importante marcare la durata e l'intonazione di ogni vocale, il circonflesso ricopre il ruolo di segnalare una vocale lunga e stretta; può essere utilizzato sia in posizione tonica che atona: es. mâvegiôzo /maːveˈdʒuːzu/ ("meraviglioso", "mirabile").

### Napoletano
In napoletano, l'accento circonflesso è utilizzato molto spesso per le preposizioni articolate: ô (al, allo), â (alla), ê (ai, agli, alle), dô (dal, dallo), dâ (dalla) e dê (dai, dagli, dalle). La pronuncia di una vocale con l'accento circonflesso è foneticamente lunga. Accade lo stesso in altri dialetti meridionali.

### Esperanto
In esperanto le consonanti con il circonflesso (in esperanto ĉapelo) (⟨ŝ⟩ /ʃ/, ⟨ĉ⟩ /ʧ/, ⟨ĵ⟩ /ʒ/, ⟨ĝ⟩ /ʤ/ e ⟨ĥ⟩ /x/) sono lettere dell'alfabeto effettive. Nella liste in ordine alfabetico sono inserite immediatamente dopo la loro variante senza segno diacritico. Il Fundamento de Esperanto suggerisce, quando non è possibile scrivere l'accento, di sostituirlo con la lettera h posposta alla consonante base. Tuttavia nella posta elettronica e in altri contesti digitali è invalso l'uso di usare a tale scopo piuttosto la lettera x. Infatti questo grafema non solo contiene il segno del circonflesso, ma non esistendo nell'alfabeto esperanto evita ambiguità, in particolare nel trattamento automatico dei testi.

### Albanese
In albanese (nella sua variante dialettale settentrionale di tipo ghego e nella lingua ufficiale del Regno d'Albania fino al 1944) l'accento circonflesso indica la pronuncia nasale delle vocali /i/, /y/, /u/, /e/, /o/, /a/. Esso viene tuttora utilizzato nelle produzioni letterarie e sulla stampa in dialetto ghego.

## Nella matematica

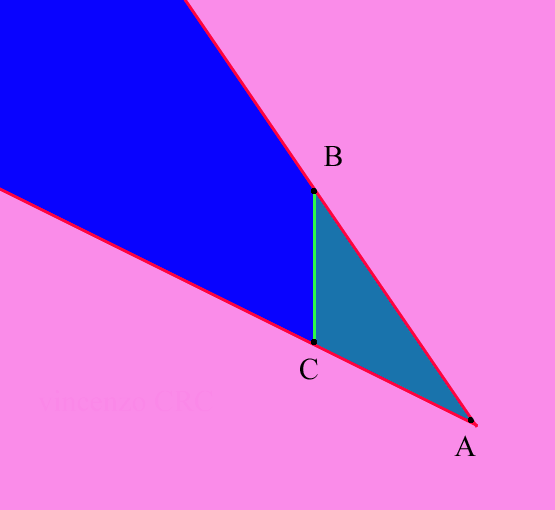

Il circonflesso è utilizzato anche in vari ambiti della matematica. Ad esempio, i versori, a differenza dei vettori (che vengono indicati con una freccia), si indicano con il circonflesso (i più noti sono î e ĵ, versori rispettivamente degli assi delle ascisse e delle ordinate).
Inoltre anche gli angoli, oltre alla loro tipica notazione con l'alfabeto greco, possono essere indicati utilizzando il circonflesso. Ad esempio, BÂC è l'angolo che ha come vertice il punto A e come lati i segmenti AC ed AB.
In statistica, e più precisamente in teoria della stima, l'accento circonflesso è la notazione tipicamente usata per indicare uno stimatore.

## Uso improprio
L'apparente mancanza, sulle tastiere QWERTY, di combinazioni dirette con cui inserire gli indicatori ordinali (º ma soprattutto ª), induce a usare il circonflesso in modo improprio in luogo degli indicatori stessi.